# Чемпионат Европы по спортивной акробатике 1987
8-й чемпионат мира по спортивной акробатике прошёл в городе Вроцлав (Польша) в 1987 году.

## Результаты

### Мужские акробатические прыжки

#### Многоборье
| Ранг | Команда          | Страна   | Очки  |
| ---- | ---------------- | -------- | ----- |
| 1    | Евгений Иванов   | СССР     | 29,50 |
| 1    | Сергей Погиба    | СССР     | 29,50 |
| 3    | Светослав Славов | Болгария | 29,15 |

#### Кувырок
| Ранг | Команда          | Страна   | Очки  |
| ---- | ---------------- | -------- | ----- |
| 1    | Евгений Иванов   | СССР     | 19,75 |
| 2    | Светослав Славов | Болгария | 19,60 |
| 3    | Паскаль Эжан     | Франция  | 19,35 |

#### Вращения
| Ранг | Команда        | Страна  | Очки  |
| ---- | -------------- | ------- | ----- |
| 1    | Сергей Погиба  | СССР    | 19,80 |
| 2    | Кристоф Ламбер | Франция | 19,45 |
| 3    | Анджей Гарстка | Польша  | 19,40 |

### Группа мужская

#### Многоборье
| Ранг | Команда                                                           | Страна   | Очки  |
| ---- | ----------------------------------------------------------------- | -------- | ----- |
| 1    | Венцеслав Генов, Борислав Христов, Свилен Бояджиев, Георгий Милев | Болгария | 29,30 |
| 2    | Иван Чернов, Важа Амбролидзе, Альберт Абдулов, Игорь Якушов       | СССР     | 29,05 |
| 3    | Кшиштоф Брудны, Петр Новак, Гжегож Билец, Гжегож Гудзвон          | Польша   | 28,20 |

#### Баланс
| Ранг | Команда                                                           | Страна   | Очки  |
| ---- | ----------------------------------------------------------------- | -------- | ----- |
| 1    | Венцеслав Генов, Борислав Христов, Свилен Бояджиев, Георгий Милев | Болгария | 19,60 |
| 1    | Кшиштоф Брудны, Петр Новак, Гжегож Билец, Гжегож Гудзвон          | Польша   | 19,60 |
| 3    | Иван Чернов, Важа Амбролидзе, Альберт Абдулов, Игорь Якушов       | СССР     | 19,50 |

#### Темп
| Ранг | Команда                                                           | Страна   | Очки  |
| ---- | ----------------------------------------------------------------- | -------- | ----- |
| 1    | Венцеслав Генов, Борислав Христов, Свилен Бояджиев, Георгий Милев | Болгария | 19,55 |
| 2    | Кшиштоф Брудны, Петр Новак, Гжегож Билец, Гжегож Гудзвон          | Польша   | 19,55 |
| 3    | Иван Чернов, Важа Амбролидзе, Альберт Абдулов, Игорь Якушов       | СССР     | 19,20 |

### Мужские пары

#### Многоборье
| Ранг | Команда                             | Страна   | Очки  |
| ---- | ----------------------------------- | -------- | ----- |
| 1    | Геннадий Церишенко, Юрий Степченков | СССР     | 29,20 |
| 2    | Робер Вультанский, Мариуш Полянский | Польша   | 29,00 |
| 3    | Йордан Анчков, Ивелин Ильев         | Болгария | 28,40 |

#### Первое упражнение (баланс)
| Ранг | Команда                             | Страна   | Очки  |
| ---- | ----------------------------------- | -------- | ----- |
| 1    | Геннадий Церищенко, Юрий Степченков | СССР     | 19,80 |
| 2    | Йордан Анчков, Ивелин Ильев         | Болгария | 19,50 |
| 3    | Робер Вультанский, Мариуш Полянский | Польша   | 19,35 |

#### Второе упражнение (темп)
| Ранг | Команда                             | Страна  | Очки  |
| ---- | ----------------------------------- | ------- | ----- |
| 1    | Робер Вультанский, Мариуш Полянский | Польша  | 19,50 |
| 2    | Геннадий Церищенко, Юрий Степченков | СССР    | 19,15 |
| 3    | Тибор Тотт, Андрас Такач            | Венгрия | 18,80 |

### Смешанные пары

#### Многоборье
| Ранг | Команда                          | Страна   | Очки  |
| ---- | -------------------------------- | -------- | ----- |
| 1    | Милена Бажева, Светлозар Зельков | Болгария | 29,60 |
| 2    | Елена Миронова, Олег Ушаков      | СССР     | 29,55 |
| 3    | Барбара Хмелинская, Ян Вячек     | Польша   | 29,20 |

#### Первоеупражнение
| Ранг | Команда                          | Страна   | Очки  |
| ---- | -------------------------------- | -------- | ----- |
| 1    | Милена Бажева, Светлозар Зельков | Болгария | 19,80 |
| 2    | Елена Миронова, Олег Ушаков      | СССР     | 19,75 |
| 3    | Барбара Хмелинская, Ян Вячек     | Польша   | 19,45 |

#### Второе упражнение (темп)
| Ранг | Команда                          | Страна   | Очки  |
| ---- | -------------------------------- | -------- | ----- |
| 1    | Елена Миронова, Олег Ушаков      | СССР     | 19,80 |
| 2    | Милена Бажева, Светлозар Зельков | Болгария | 19,70 |
| 3    | Барбара Хмелинская, Ян Вячек     | Польша   | 19,40 |

### Женские группы

#### Многоборье
| Ранг | Команда                                                         | Страна   | Очки  |
| ---- | --------------------------------------------------------------- | -------- | ----- |
| 1    | Любовь Чолакова, Соня Ангелова, Людмила Крыстева                | Болгария | 29,55 |
| 2    | Данюта Хвальбоговская, Богуслава Выжиковская, Божена Кудельская | Польша   | 29,20 |
| 2    | Елена Корнева, Ольга Солоцкая, Елена Мельникова                 | СССР     | 29,20 |

#### Первое упражнение
| Ранг | Команда                                                         | Страна   | Очки  |
| ---- | --------------------------------------------------------------- | -------- | ----- |
| 1    | Любовь Чолакова, Соня Ангелова, Людмила Крыстева                | Болгария | 19,65 |
| 1    | Данюта Хвальбоговская, Богуслава Выжиковская, Божена Кудельская | Польша   | 19,65 |
| 3    | Елена Корнева, Ольга Солоцкая, Елена Мельникова                 | СССР     | 19,30 |

#### Второе упражнение
| Ранг | Команда                                                         | Страна   | Очки  |
| ---- | --------------------------------------------------------------- | -------- | ----- |
| 1    | Любовь Чолакова, Соня Ангелова, Людмила Крыстева                | Болгария | 19,80 |
| 2    | Елена Корнева, Ольга Солоцкая, Елена Мельникова                 | СССР     | 19,55 |
| 3    | Данюта Хвальбоговская, Богуслава Выжиковская, Божена Кудельская | Польша   | 19,50 |

### Женские пары

#### Многоборье
| Ранг | Команда                            | Страна   | Очки  |
| ---- | ---------------------------------- | -------- | ----- |
| 1    | Малена Дачева, Николина Колеева    | Болгария | 29,50 |
| 2    | Эстер Фолди, Мария Катона          | Венгрия  | 28,65 |
| 3    | Елена Шелкоплясова, Альфия Алимова | СССР     | 28,30 |

#### Первое упражнение (баланс)
| Ранг | Команда                            | Страна   | Очки  |
| ---- | ---------------------------------- | -------- | ----- |
| 1    | Малена Дачева, Николина Колеева    | Болгария | 19,65 |
| 2    | Елена Шелкоплясова, Альфия Алимова | СССР     | 19,50 |
| 3    | Иоланта Яата, Доминика Голаб       | Польша   | 19,45 |

#### Второе упражнение (темп)
| Ранг | Команда                         | Страна   | Очки  |
| ---- | ------------------------------- | -------- | ----- |
| 1    | Малена Дачева, Николина Колеева | Болгария | 19,70 |
| 2    | Эстер Фолди, Мария Катона       | Венгрия  | 19,15 |
| 3    | Петра Вортман, Николь Гаснер    | ФРГ      | 19,15 |

### Женские акробатические прыжки

#### Многоборье
| Ранг | Гимнаст         | Страна   | Очки  |
| ---- | --------------- | -------- | ----- |
| 1    | Елена Бугаева   | СССР     | 29,45 |
| 2    | Ирина Медведева | СССР     | 28,95 |
| 3    | Нели Маркова    | Болгария | 28,70 |

#### Первое упражнение
| Ранг | Гимнаст           | Страна         | Очки  |
| ---- | ----------------- | -------------- | ----- |
| 1    | Елена Бугаева     | СССР           | 19,60 |
| 2    | Пенка Ненова      | Болгария       | 19,30 |
| 3    | Филиппа Мьюзикент | Великобритания | 19,10 |

#### Вращение
| Ранг | Гимнаст           | Страна         | Очки  |
| ---- | ----------------- | -------------- | ----- |
| 1    | Нели Маркова      | Болгария       | 19,55 |
| 2    | Ирина Медведева   | СССР           | 19,50 |
| 3    | Изабель Жакве     | Франция        | 19,20 |
| 3    | Филиппа Мьюзикент | Великобритания | 19,20 |